# جوردن اسمیت (بازیکن فوتبال انگلیسی)
جوردن اسمیت (انگلیسی: Jordan Smith؛ زادهٔ ۸ دسامبر ۱۹۹۴) بازیکن فوتبال اهل بریتانیا است که برای باشگاه ناتینگهام فارست بازی می‌کند.